# Wanted - Vivo o morto
Wanted - Vivo o morto è un film statunitense del 1986, diretto da Gary Sherman.

## Trama
La CIA decide di ingaggiare l'agente Nick Randall per catturare alcuni pericolosi terroristi che seminano il panico a Los Angeles.